# Hines, Oregon
Hines är en stad i Harney County i Oregon. Vid 2010 års folkräkning hade Hines 1 563 invånare.